# Dasymaschalon sootepense
Dasymaschalon sootepense Craib – gatunek rośliny z rodziny flaszowcowatych (Annonaceae Juss.). Występuje naturalnie w Tajlandii, Kambodży, Wietnamie oraz południowej części Chin (w południowym Junnanie). 

## Morfologia
PokrójZimozielone drzewo dorastające do 7 m wysokości. Młode pędy są owłosione.
LiścieMają podłużny kształt. Mierzą 10–18 cm długości oraz 5–7 cm szerokości. Nasada liścia jest zaokrąglona. Wierzchołek jest krótko spiczasty. Ogonek liściowy jest owłosiony i dorasta do 5–8 mm długości.
KwiatySą pojedyncze, rozwijają się w kątach pędów. Mierzą 4 cm długości i 2,5–3 cm średnicy. Działki kielicha mają owalny kształt, są owłosione i dorastają do 3 mm długości. Płatki mają podłużnie eliptyczny kształt i żółtą barwę, są owłosione, osiągają do 4 cm długości i 2 cm szerokości. Kwiaty mają słupki o podłużnym kształcie i długości 3 mm.
OwoceTworzą owoc zbiorowy. Są owłosione. Osiągają 6 cm długości.

## Biologia i ekologia
Rośnie na otwartych przestrzeniach w lasach. Występuje na wysokości do 600 m n.p.m. Kwitnie od kwietnia do lipca, natomiast owoce pojawiają się od czerwca do września.